# Трибель (Фогтланд)
Трибель (нем. Triebel/Vogtl.) — община в Германии, в земле Саксония. Подчиняется земельной дирекции Хемниц. Входит в состав района Фогтланд. Население составляет 1410 человек (на 31 декабря 2010 года). Занимает площадь 43,09 км².
Коммуна подразделяется на 9 сельских округов.